# Nissedal
Nissedal er en kommune i Vestfold og Telemark fylke i Norge. Den har et areal på 902 km² og en
befolkning på 	1.443 indbyggere (1. januar 2016). Den grænser i nord til Kviteseid, i øst til Drangedal og Gjerstad, i syd til Vegårshei og Åmli, og i vest til Fyresdal. Højeste punkt er Førheinutane 1.041 moh.
Kommunen omkranser søen Nisser. Bygden har 1.750 større og mindre søer. Hovederhvervene i Nissedal er industri, energiudvinding og smålandbrug.
Treungen er hovedbyen i kommunen og har ca. 500 indbyggere.